# Xung đột pháp luật
Xung đột pháp luật là hiện tượng hai hay nhiều hệ thống pháp luật khác nhau cùng có thể được áp dụng để điều chỉnh quan hệ xã hội phát sinh.
Xung đột pháp luật là một nhánh của tư pháp quốc tế điều chỉnh mọi vụ việc pháp lý có sự tham gia của yếu tố "nước ngoài", trong đó các khác biệt về kết quả sẽ xảy ra, phụ thuộc vào việc hệ thống luật pháp nào được áp dụng.

## Giải thích
Là việc cùng một sự kiện pháp luật như nhau nhưng các nơi khác nhau lại có các quy định khác nhau để hướng dẫn cách xử sự của pháp luật.
Ví dụ: tuổi kết hôn, theo Luật Hôn Nhân Gia đình 2014 là nam đủ 20 tuổi trở lên, nữ đủ 18 tuổi trở lên thì mới có quyền kết hôn. Trong khi tại Pháp độ tuổi này là 18 không phân biệt nam hay nữ. Như vậy nếu một thanh niên Việt Nam 19 tuổi muốn kết hôn cùng một thiếu nữ Pháp 18 tuổi, họ có thể đăng ký kết hôn tại Pháp, nhưng khi có tranh chấp phát sinh trong quan hệ hôn nhân diễn ra tại Việt Nam thì mối quan hệ hôn nhân này có thể không được toà án Việt Nam công nhận.
Khi xung đột pháp luật thì các vấn đề bất đồng về thẩm quyền thẩm phán, phân định cơ quan tài phán giải quyết tranh chấp, chọn luật áp dụng được đặt ra. Quá trình lựa chọn này phụ thuộc, chi phối bởi nhiều yếu tố chủ quan, như nhận thức của thẩm phán, bản thân cơ quan tài phán, của đương sự do đã nhìn trước được hệ quả của hệ thống luật sẽ được áp dụng.

## Khái niệm xung đột ảo
Là khái niệm về thứ xung đột giả tạo nhằm che đậy một xung đột đích thực vì mục đích của pháp luật được áp dụng sẽ nhằm phục vụ ai.

## Quy phạm pháp luật xung đột
Là các quy tắc bắt buộc chung, thể hiện ý chí của giai cấp thống trị, được Nhà nước đặt ra hay thừa nhận và bảo đảm bằng sức mạnh cưỡng chế của Nhà nước, gồm ba bộ phận cấu thành giả định, quy định và chế tài, nhằm tìm ra những nguyên tắc để xác định pháp luật áp dụng nhằm giải quyết các quan hệ tranh chấp trong tư pháp quốc tế với một giải pháp giống nhau, cho dù có sự lựa chọn hệ thống pháp luật khác nhau.